# Friedrich-Ebert-Straße (Mönchengladbach)
Die Friedrich-Ebert-Straße verläuft im Mönchengladbacher Stadtteil Rheydt. Sie ist als Bundesstraße 230 klassifiziert und hat viele denkmalgeschützte Bauten, nämlich
- Friedrich-Ebert-Straße 59
- Friedrich-Ebert-Straße 82–84
- Friedrich-Ebert-Straße 90
- Friedrich-Ebert-Straße 97
- Friedrich-Ebert-Straße 99
- Friedrich-Ebert-Straße 100
- Friedrich-Ebert-Straße 101
- Friedrich-Ebert-Straße 115